# Nodar Chaschba

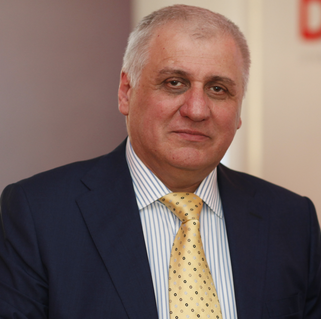
Nodar Chaschba (2014)

Nodar Wladimirowitsch Chaschba (* 1. Oktober 1951 in Tqwartscheli, Abchasische Autonome Sozialistische Sowjetrepublik) ist abchasischer Politiker, der zwischen 2004 und 2005 Premierminister der (international nicht anerkannten) Republik Abchasien war.

## Leben
Chaschba absolvierte nach dem Schulbesuch zunächst ein Studium des Bauingenieurwesen an der Staatlichen Akademie für Kommunalwirtschaft Charkiw und begann nach dessen Abschluss 1973 seine berufliche Laufbahn als Ingenieur. Er absolvierte zudem ein Studium an der Akademie der Sozialwissenschaften des ZK der KPdSU und war zwischen 1977 und 1983 zunächst Mitarbeiter des Komsomol, des Jugendverbandes der KPdSU. Im Anschluss war er von 1983 bis 1990 erst Instrukteur des Stadtparteikomitees von Sochumi und zuletzt Leiter der Abteilung für Bau- und Kommunalwirtschaft des Parteikomitees der Abchasischen SSR.
1990 wurde Chaschba Vize-Minister für Wohnungs- und Kommunalwirtschaft der Abchasischen SSR, aus der 1991 die Autonome Republik Abchasien hervorging. Daraufhin fungierte er zwischen 1992 und 1993 als stellvertretender Vorsitzender des Staatlichen Komitees für Verteidigung Abchasiens sowie von 1993 bis 1995 als Bürgermeister von Sochumi. Er war von 1995 bis 2004 Mitarbeiter des Ministeriums für Notfälle von Russland und dort erst stellvertretender Leiter der Abteilung für internationale Zusammenarbeit sowie zuletzt Vize-Minister.
Als Nachfolger von Raul Chadschimba wurde Chaschba am 6. Oktober 2004 Premierminister der Republik Abchasien. Er bekleidete dieses Amt bis zum 14. Februar 2005 und wurde daraufhin von Alexander Ankwab abgelöst. Im Anschluss fungierte er zwischen 2005 und 2009 als stellvertretender bevollmächtigter Vertreter der Präsidialverwaltung Russlands für Südrussland. Danach wurde er 2009 stellvertretender Leiter sowie im Dezember 2014 Sonderbeauftragter von Kabardino-Balkarien bei der russischen Präsidialverwaltung. Für seine Verdienste wurde ihm unter anderem der russische Orden der Freundschaft verliehen.